# Vincenzo da Rimini
Pour les articles homonymes, voir Rimini (homonymie).
Vincenzo da Rimini, également Magister Dominus Abbas de Arimino, L’abate Vincençio da Imola, Frate Vincenço, est un compositeur italien de musique médiévale, actif au milieu du XIVe siècle.

## Biographie
Tous les informations concernant la vie de Vincenzo da Rimini sont incertaines. Rimini est une ville située près de Bologne et il est probable qu'il y soit né et y ait travaillé. Le Codex Squarcialupi le dépeint sous les traits d'un moine bénédictin. Il a été avancé qu'il vivait dans un monastère bénédictin à Regola entre 1362 et 1364 mais sans preuve convaincante. Certaines allusions dans les paroles de ses compositions laissent à entendre qu'il travaillait pour les familles Alberti ou Malatesta à Florence.
Six pièces de Vincenzo nous sont parvenues : quatre sont des madrigaux et deux sont des cacce. Des indications stylistiques donnent à penser que Vincenzo était plus jeune que Jacopo da Bologna mais plus âgé que Lorenzo da Firenze et Donato da Cascia. Vincenzo utilise davantage l'imitation dans ses madrigaux que ne le faisait Jacopo. Chacune de ses deux cacce, qui usent d'un dialecte du nord de l'Italie, dépeignent des scènes de marché.

## Œuvres
Madrigaux (tous pour deux voix)
- Ay, sconsolato ed amoroso
- Già era ’l sol
- Gridavan li pastor
- Ita se n’era a star

Cacce (tous pour trois voix)
- In forma quasi tra ’l veghiar
- Nell’acqua chiara